# Харануты
Харану́ты (бур. Харанууд, монг. Харнууд) — одно из племён, входивших в дарлекинскую группу монголов. В настоящее время один из крупных и широко распространенных родов среди монгольских народов.

## Этноним
Корень этнонима харнууд (харанууд) — от монгольского слова хар, указывающего на черный цвет. Присоединение к слову хар (бур. хара) аффикса -нууд (-nuγud) образовало этническое название харанууд (qaranuγud).
Б. З. Нанзатов этноним харанууд применительно к кудинским харанутам связывал с обозначением черной масти коня, применительно к окинским (балаганским) харанутам — с воинами черного знамени.

## История
К вопросу о происхождении харанутов обращались многие исследователи. Так, Б. О. Долгих считал, что слово харнууд (харанут) образовано в результате соединения двух слов — хар и намят — с последующим преобразованием его в известную ныне форму. При этом в настоящее время среди монголов существуют роды как харнууд, так и хар намиад (в русскоязычной литературе их называют обычно намят). С. А. Токарев считал, что харануты представляют собой отдельную группу хорчунов (хорчинов), заселявших долину р. Или. Однако в источниках периода вхождения бурят в состав России отсутствуют упоминания об илийских корчюн (хорчин) харнууд. О корчюнах упоминают несколько позже, в документах 1685 года.
Как сказано в «Сборнике летописей», от Алтан сав (Золотого сосуда) были рождены трое детей, которые отличались умом и способностями. Старший из сыновей Джурлук-Мэргэн (Журлук Мэргэн), второй — Кубай-Ширэ (Ухаа Шар), третий — Тусубу-Дауд. Джурлук-Мэргэн стал родоначальником племени хонгират. От двух сыновей Кубай-Ширэ Икираса и Олкунута пошли икиресы (эхириты) и олхонуты. У младшего Тусуба-Дауда было также двое сыновей Каранут и Кунклиут, которые положили начало родам харанут и кунклиут (хонхлут). Внуки Кунклиута, сыновья Мисар-Улука, Куралас и Элджигин, стали предками родов куралас (горлос) и элджигин. Согласно этому преданию, харануты — монгольский род, имеющий родственные связи с хонгиратами, эхиритами, олхонутами, хонхлутами, горлосами и элджигинами.
До XIII века харануты обитали в горах Хингана и близлежащих землях, по соседству с хонгиратами. Ныне известно, что харануты были отмечены в составе этнических групп бурят, эвенков Иркутска и Балаганского округа, тувинцев Танну, в хошунах харчинов, баргутов и на территории уезда Нинчэн Внутренней Монголии, а также среди алтайцев. Среди ойратских захчинов род харнууд имеет тавро дэгрээ; оно также широко распространено среди халхов и называется зуузай. 
Харануты, входящие в состав бурят, традиционно относятся к булагатам. Родоначальник бурятских харанутов — Харанут, согласно устным преданиям, является потомком Булагата, общего предка булагатских родов. Этноним харанууд (харанут) широко распространен среди бурят по обе стороны Байкала. Есть основания полагать, что в формировании общности бурятских харанутов приняли участие разные этнические компоненты. Основная часть кудинских харанутов, по традиции относятся к булагатам. Окинские харануты, как указывают их предания, ведут свое происхождение из Джунгарии. По-видимому, частично джунгарские харануты проникли и в состав кудинских. Селенгинскими харанутами, имеющими булагатское происхождение, были образованы четыре отока в составе Селенгинской степной думы.

## Расселение и родовой состав
Носители родового имени харнууд зарегистрированы во всех аймаках Монголии. Представители рода харагчууд, ответвления рода харнууд, проживают в сомонах Бугат, Төгрөг, Тонхил Гоби-Алтайского аймака; сомонах Зүүнговь, Тэс, Малчин, Баруунтуруун, Хяргас, Наранбулаг, Өлгий Убсунурского аймака Монголии. В Монголии также существует род хавхчин харнууд. В Селенгинском аймаке Монголии проживают булган-харнууд. 
В Монголии зарегистрированы носители следующих родовых фамилий: харнууд, боржгин харнууд, боржигин харнууд, боржигон харнууд, булган харнууд, их харнууд, харагчуд, харагчууд, харагчуут, харанууд, харгчууд, харнуд, харнут, харнуут. 
Харануты Китая. Во Внутренней Монголии харнуд (харануд) проживают в хошунах харчинов, баргутов и на территории уезда Нинчэн. Кроме этого среди южных (увэр) монголов отмечены роды: харанггуд, харангган. В состав баргутов входят роды: харануд (харнууд), харан, харангууд. В состав шира-югуров входит род харанат. Один из хошутских хошунов в составе дээд-монголов носит имя харгчуд. 
Харануты в составе монгольских народов. В составе хамниган значится род хар намяад (хар намиад, кара-намяд). Род харнуд (харануд) также входит в состав халха-монголов, торгутов, дербетов, баятов, захчинов, дархатов, хотогойтов, калмыков (роды харнуд, ик харнуд, бичкн харнуд, тячин-харнуд, харнут эрктн, харнут йогсуд, ясун-харнут), а также в состав этнических групп бурят: булагатов, сартулов, сонголов (род харануд сонгоол), сэгэнутов, табангутов, хонгодоров, аларских, балаганских, кудинских, верхоленских и селенгинских бурят. 

### Харануты в составе бурят
В составе бурят известны следующие родовые имена: шаралдай-харанут, шаабан-харанут, далай-харанут, хандабай-шаралдай харанут, хандабайн харанут, булагат-далай-харанут, баян-харанут, сутой-харанут, олзон-харанут, буумал-харанут, хорчит-харанут, хандагай-харанут, буин-харанут (буян-харанут), натаг-харанут, жарай-харанут, авганат-харанут, булган-харнут, боролдой (борондоевцы).
Харануты, проживавшие на территории Иркутского округа, подразделялись на четыре рода: I, II, III и IV харанутские роды. Харанутами в составе Селенгинской степной думы были образованы следующие отоки: Харанутский, Селенгинский Харанутский, Селенгинский Енхорский Харанутский, Иройский Харанутский, Чикойский Харанутский. 
Согласно Л. Л. Абаевой, оток Харанут в составе селенгинских бурят включал шесть десятков: булагат-далай-харанут, нижнеоронгойские шаралдай-харанут, загустайские харанут, иволгинские буян, жаргалантуйские абганат, тохойские буян. В книге «Родословная иволгинских бурят» в составе данного отока упоминаются семь десятков: иволгинские шаралдай-харануты, дунда (средние) харануты, загустайские харануты, доодо (нижние) оронгойские харануты, иволгинские буяны, жаргалантуйские абагануты, тохойские буяны. 
По сведениям Б. З. Нанзатова, в I Селенгинско-Харанутский оток входили следующие десятки: Шаралдайский, Буянский, Хошкеринский, Оронгойский, Средне-Оронгойский, Абаганатский, Буянско-Абаганатский, Жаргалантуйско-Буянский, Жагустайский (Загустайский). В составе этого административного рода помимо собственно харанутов были известны следующие кости: далай-харанут, джарай (джирай), шаралдай, буян (буин), абаганат, ша-ван, дурбэт, хашхай ураг (один из ашибагатских ураков). II Селенгинско-Харанутский оток состоял из двух десятков — Абаганатского и Харанутского. Иринско-Харанутский оток включал два десятка – Иринский и Темникский. В состав иройских харанутов входили кости: далай-харанут, шаралдай, дабши, а также, предположительно, булуудха. 
Согласно К. В. Вяткиной, Селенгинский Харанутский оток состоял из поколений шаралдай, боян, абаганут, ша-ван, чжарай, дурбэт; Чикойский Харанутский оток — харанут, хасама, хонгодор, хамниган, бошин, шишелок, ашбагат, боян; Иройский Харанутский оток — далай-харанут, шаралдай, дабши. 
В составе харанутов Иволгинского аймака Бурятии отмечено поколение шархи, а также ветвь шаабан харанууд. Кроме этого в книге «Родословная иволгинских бурят» упоминаются ветви рода шаралдай-харанууд: холхоотон, hамагантан, петруутан. В родословных оронгойских харанутов отмечены ветви: далайн харанууд, хандабайн харанууд, шаабан харанууд, хандабай-шаралдай харанууд. 
С харанутами, согласно Туголукову, связано происхождение тунгусов, принадлежащих к таким родам как чербогаевцы (Чербогаевский или Чорбатовский род), каранто (Каратунский род) и карамнго.